# Жоаозиньо (1988)
Жуа́н Натаи́лтон Ра́мос дос Са́нтос или Жоаози́ньо (Жоазиньо, Жуанзиньо) (порт.-браз. João Natailton Ramos dos Santos (Joãozinho); род. 25 декабря 1988, Умбауба, Сержипи) — бразильский и российский футболист, полузащитник бразильского клуба «Гремио Новуризонтино».

## Клубная карьера
Начинал свою карьеру Жоаозиньо в составе бразильского клуба «Португеза Деспортос», за который провёл 54 матча и забил 4 мяча. В декабре 2007 года подписал контракт с болгарским «Левски» (в январе 2008 официально стал игроком клуба), в составе которого во всех турнирах провёл 105 матчей и забил 16 мячей. После трёх сезонов в болгарском клубе, в 2011 году перешёл в российский футбольный клуб «Краснодар».
В «Краснодаре» бразилец сразу стал основным игроком: в сезоне 2011/12 он провёл 39 матчей из 44, забив в них 7 мячей, при этом «Краснодар» не проиграл ни разу в тех матчах, когда забивал Жоаозиньо.
В 2014 году Жоаозиньо стал рекордсменом «Краснодара» по количеству матчей в чемпионате России, сыграв свой 106-й матч и побив рекорд Владимира Татарчука и лучшим в истории «Краснодара» по системе «гол+пас». В 2015 году Жоаозиньо подал документы на российское гражданство и вскоре получил вид на жительство.
В матче 19-го тура чемпионата России 2014/2015 против «Урала» в результате столкновения Жоаозиньо получил перелом малой берцовой кости, из-за которого выбыл из строя на 6 месяцев и вернулся в строй в сентябре 2015 года.
26 августа 2016 года получил гражданство Российской Федерации. На заседании Комитета РФС по статусу футболистов было принято следующее решение: «Удовлетворить заявление ФК „Краснодар“ о признании отсутствия статуса „легионер“ у футболиста Рамоса Дос Сантоса Жоао Натаилтона».

Жоаозиньо поделился своими эмоциями после того, как получил паспорт гражданина России:
«Когда я только получил паспорт, то меня все поздравили, а потом стали говорить „ооо… наш земляк“. Кто именно? Разные партнёры по „Краснодару“, да и друзья из других команд тоже. Я благодарен всем, кто меня поддерживал. Многие мне писали в „Инстаграм“. Спасибо за тёплые слова. Всё просто: у меня появилась возможность получить российский паспорт, и я этим воспользовался. Клуб помог мне, насколько это было возможно. Конечно, „Краснодар“ заинтересован в том, чтобы я был заявлен как россиянин. Но „Краснодар“ инициатор совместно со мной. Без моего желания ничего не произошло бы. С тренером сборной Черчесовым я не общался. Ни с ним, ни с кем-либо ещё из тренерского штаба сборной».
В феврале 2018 года болельщики «Краснодара» включили Жоаозиньо в символическую сборную десятилетия. Бразилец набрал 72 % голосов, когда выбирали лучшего левого нападающего. Летом 2018 года покинул краснодарский клуб.
23 июля 2018 года на правах свободного агента перешёл в московское «Динамо». Соглашение клуба с футболистом рассчитано на один год. 10 июня 2019 года подписал новый контракт с московским «Динамо» по схеме 1+1.
11 августа 2020 года подписал контракт с «Сочи». 1 мая Жоаозиньо набрал 100 очков в Мир РПЛ по «гол+пас». Летом 2023 года покинул «Сочи» и подписал контракт с бразильским Гремио Новуризонтино.
29 января 2024 года стал игроком бразильского клуба «Бразильенсе».

## Достижения

### Командные
«Левски»
- Чемпион Болгарии: 2008/09
- Обладатель Суперкубка Болгарии: 2009

«Краснодар»
- Бронзовый призёр чемпионата России: 2014/15
- Финалист Кубка России:2013/2014

«Сочи»
- Серебряный призёр чемпионата России: 2021/22

### Личные
- Список 33 лучших футболистов чемпионата России: № 2 — 2013/14

## Личная жизнь
Женат, имеет одного сына.

## Клубная статистика
| Выступление          | Выступление      | Выступление      | Чемпионат | Чемпионат | Кубки | Кубки | Еврокубки | Еврокубки | Итого | Итого |
| Клуб                 | Лига             | Сезон            | Игры      | Голы      | Игры  | Голы  | Игры      | Голы      | Игры  | Голы  |
| -------------------- | ---------------- | ---------------- | --------- | --------- | ----- | ----- | --------- | --------- | ----- | ----- |
| Левски               | ПФГ "А"          | 2007/08          | 12        | 2         | 1     | 0     | 0         | 0         | 13    | 2     |
| Левски               | ПФГ "А"          | 2008/09          | 19        | 4         | 4     | 1     | 2         | 1         | 25    | 6     |
| Левски               | ПФГ "А"          | 2009/10          | 27        | 4         | 2     | 0     | 10        | 0         | 39    | 4     |
| Левски               | ПФГ "А"          | 2010/11          | 15        | 2         | 2     | 0     | 12        | 2         | 29    | 4     |
| Левски               | Итого            | Итого            | 73        | 12        | 9     | 1     | 24        | 3         | 106   | 16    |
| Краснодар            | Премьер-лига     | 2011/12          | 39        | 7         | 2     | 0     | —         | —         | 41    | 7     |
| Краснодар            | Премьер-лига     | 2012/13          | 30        | 4         | 1     | 0     | —         | —         | 31    | 4     |
| Краснодар            | Премьер-лига     | 2013/14          | 30        | 7         | 4     | 0     | —         | —         | 34    | 7     |
| Краснодар            | Премьер-лига     | 2014/15          | 19        | 6         | 2     | 2     | 8         | 3         | 29    | 11    |
| Краснодар            | Премьер-лига     | 2015/16          | 14        | 0         | 3     | 1     | 6         | 1         | 23    | 2     |
| Краснодар            | Премьер-лига     | 2016/17          | 21        | 1         | 1     | 0     | 11        | 5         | 33    | 6     |
| Краснодар            | Премьер-лига     | 2017/18          | 24        | 2         | 1     | 0     | 1         | 0         | 26    | 2     |
| Краснодар            | Итого            | Итого            | 177       | 27        | 14    | 3     | 26        | 9         | 217   | 39    |
| Динамо (Москва)      | Премьер-лига     | 2018/19          | 30        | 4         | 1     | 0     | —         | —         | 31    | 4     |
| Динамо (Москва)      | Премьер-лига     | 2019/20          | 19        | 2         | 0     | 0     | —         | —         | 19    | 2     |
| Динамо (Москва)      | Итого            | Итого            | 49        | 6         | 1     | 0     | —         | —         | 50    | 6     |
| Сочи                 | Премьер-лига     | 2020/21          | 23        | 1         | 2     | 1     | —         | —         | 25    | 2     |
| Сочи                 | Премьер-лига     | 2021/22          | 20        | 3         | 1     | 0     | 1         | 0         | 22    | 3     |
| Сочи                 | Премьер-лига     | 2022/23          | 23        | 3         | 5     | 1     | —         | —         | 28    | 4     |
| Сочи                 | Итого            | Итого            | 66        | 7         | 8     | 2     | 1         | 0         | 75    | 9     |
| Гремио Новуризонтино | Серия B          | 2023             | 3         | 0         | 0     | 0     | —         | —         | 3     | 0     |
| Гремио Новуризонтино | Итого            | Итого            | 3         | 0         | 0     | 0     | —         | —         | 3     | 0     |
| Всего за карьеру     | Всего за карьеру | Всего за карьеру | 368       | 52        | 32    | 6     | 51        | 12        | 451   | 70    |